# Kordezeva Glava
Kordezeva Glava är en bergstopp i Österrike.   Den ligger i förbundslandet Kärnten, i den sydöstra delen av landet, 230 km sydväst om huvudstaden Wien. Toppen på Kordezeva Glava är 2 126 meter över havet, eller 878 meter över den omgivande terrängen. Bredden vid basen är 13,1 km.
Terrängen runt Kordezeva Glava är kuperad åt sydost, men åt nordväst är den bergig. Närmaste större samhälle är Bleiburg/Pliberk, 10,1 km norr om Kordezeva Glava. 
I omgivningarna runt Kordezeva Glava växer i huvudsak blandskog. Runt Kordezeva Glava är det glesbefolkat, med 18 invånare per kvadratkilometer.